# Kolisty Staw
Kolisty Staw (słow. Okrúhle pleso, niem. Döllersee, węg. Döller-tó) – staw w słowackich Tatrach Wysokich. Znajduje się w najwyższej części Doliny Młynickiej, powyżej Capiego Stawu, pod Szczyrbską Przełęczą.
Jest typowym jeziorem polodowcowym, wypełniającym dno głębokiego kotła lodowcowego. Położony jest na wysokości 2100 m n.p.m. i otoczony złomami granitowych głazów. Nazwa stawu pochodzi od jego kolistego kształtu. Należy do grupy tzw. zmarzłych stawków i jest jednym z najpóźniej rozmarzających tatrzańskich stawów, lód często znajduje się na nim przez całe lato. Według starszych pomiarów Józefa Szaflarskiego z 1935 miał powierzchnię 0,746 ha, głębokość 10,2 m i rozmiary 108 × 88 m. Według pomiarów  TANAP-u z lat 1961-67 ma powierzchnię 0,718 ha, głębokość 8,5 i rozmiary 110 × 85 m.
Obok Kolistego Stawu nie prowadzi szlak turystyczny. Staw widoczny jest z podejścia na przełęcz Bystra Ławka, z żółtego szlaku prowadzącego przez Dolinę Młynicką i Bystrą Ławkę do Doliny Furkotnej. Prowadzi też obok niego nieznakowana ścieżka na Hruby Wierch (przejście dopuszczalne tylko z uprawnionym przewodnikiem).
Niemiecka i węgierska nazwa stawu upamiętniają działacza MKE, Antona Döllera.

## Bibliografia

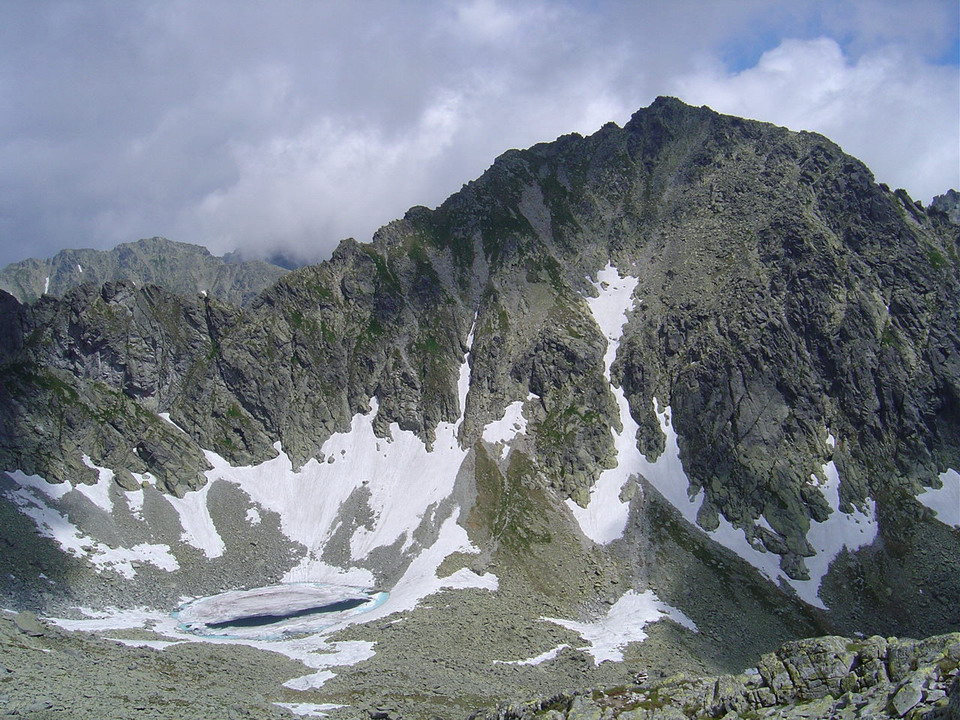
Zamarznięty Kolisty Staw i Szczyrbski Szczyt